# Lijst van zijrivieren van de Valira del Nord

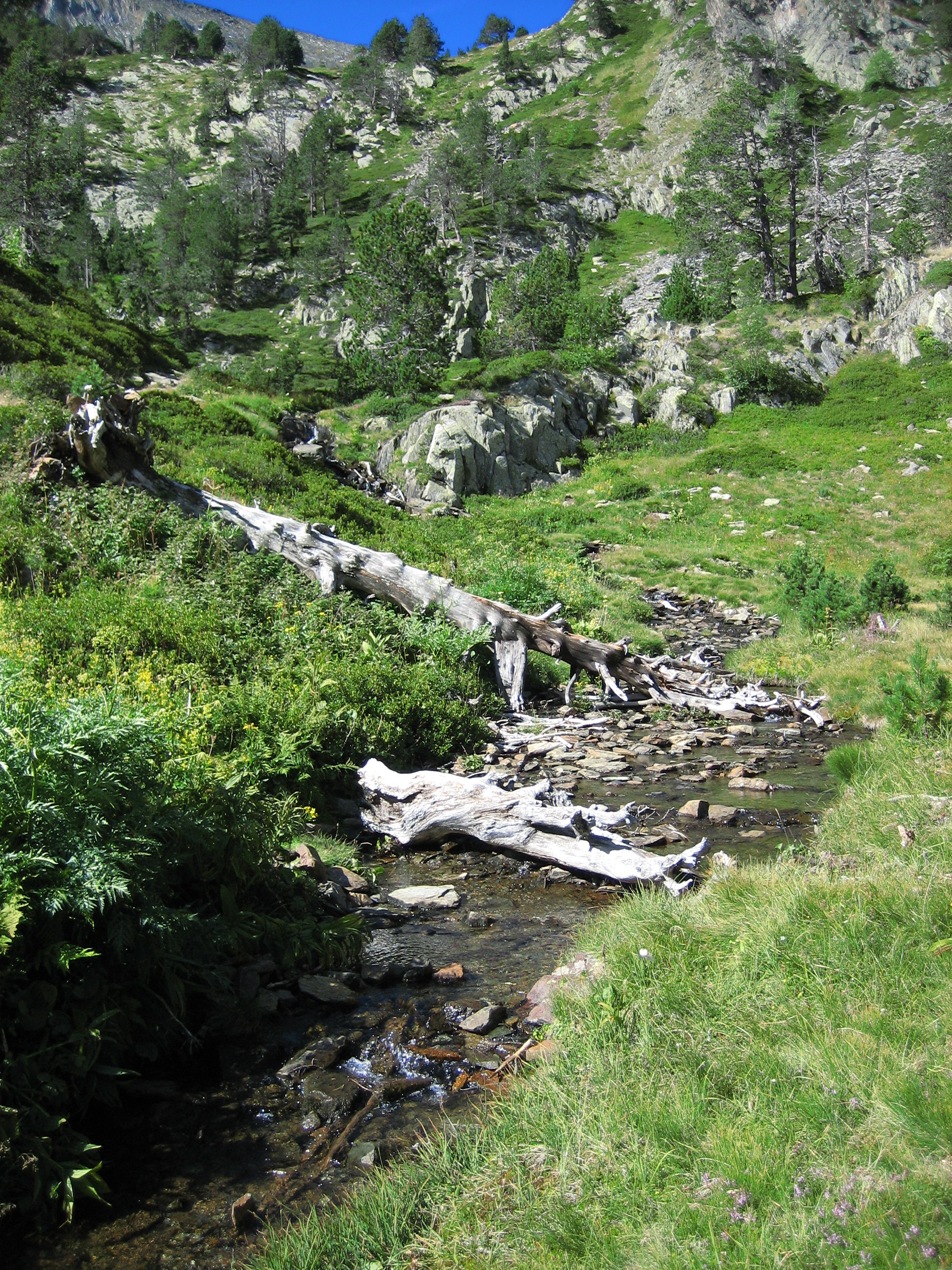
De Riu de Comapedrosa bij Arinsal (La Massana), die samenvloeit met de Riu del Pla de l'Estany en vanaf dat punt Riu Pollós wordt genoemd

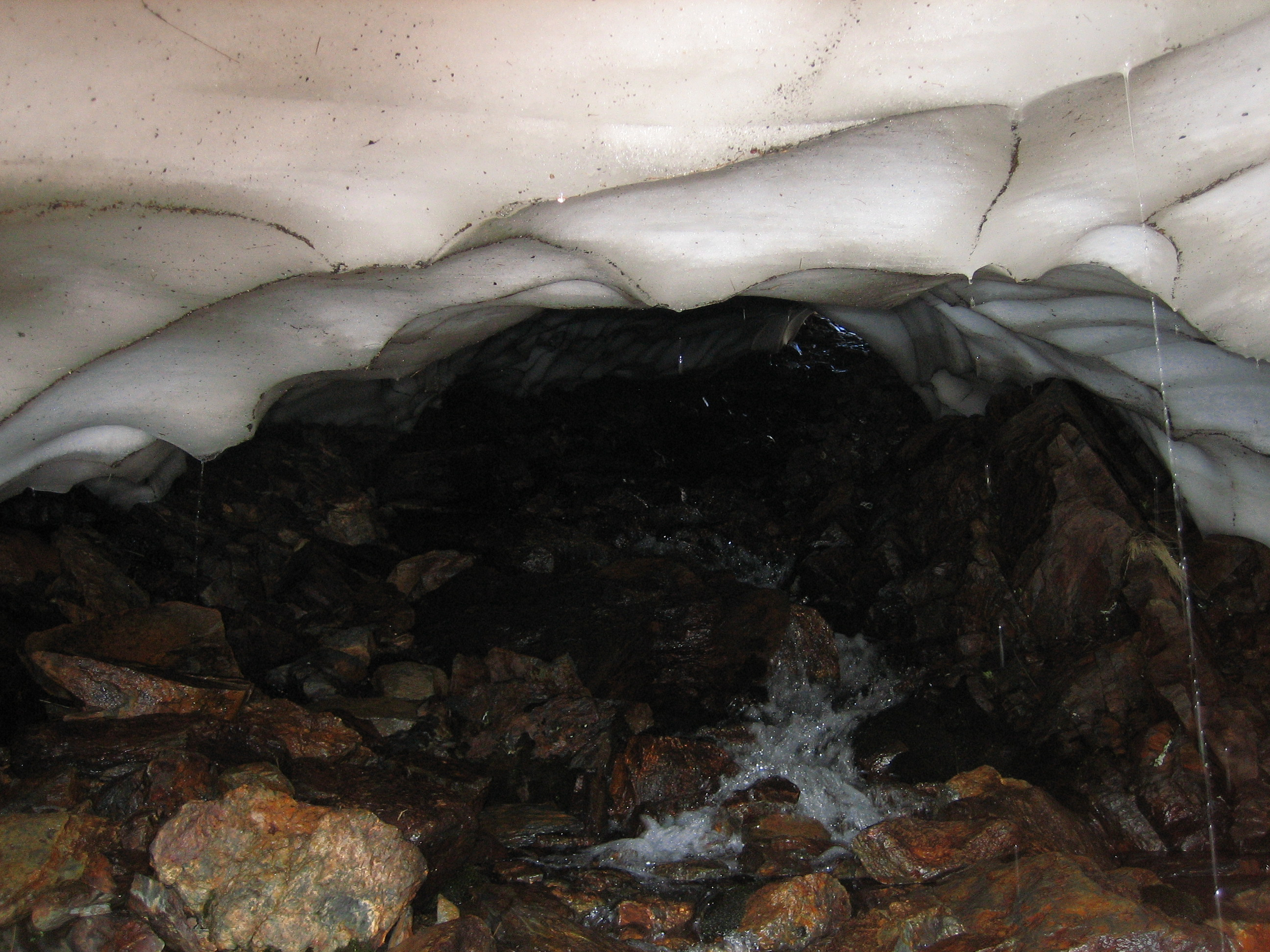
De Riu de l'Estany Negre (Arinsal) tussen het Estany Negre en de Basses de l'Estany Negre, onder een smeltende sneeuwkap

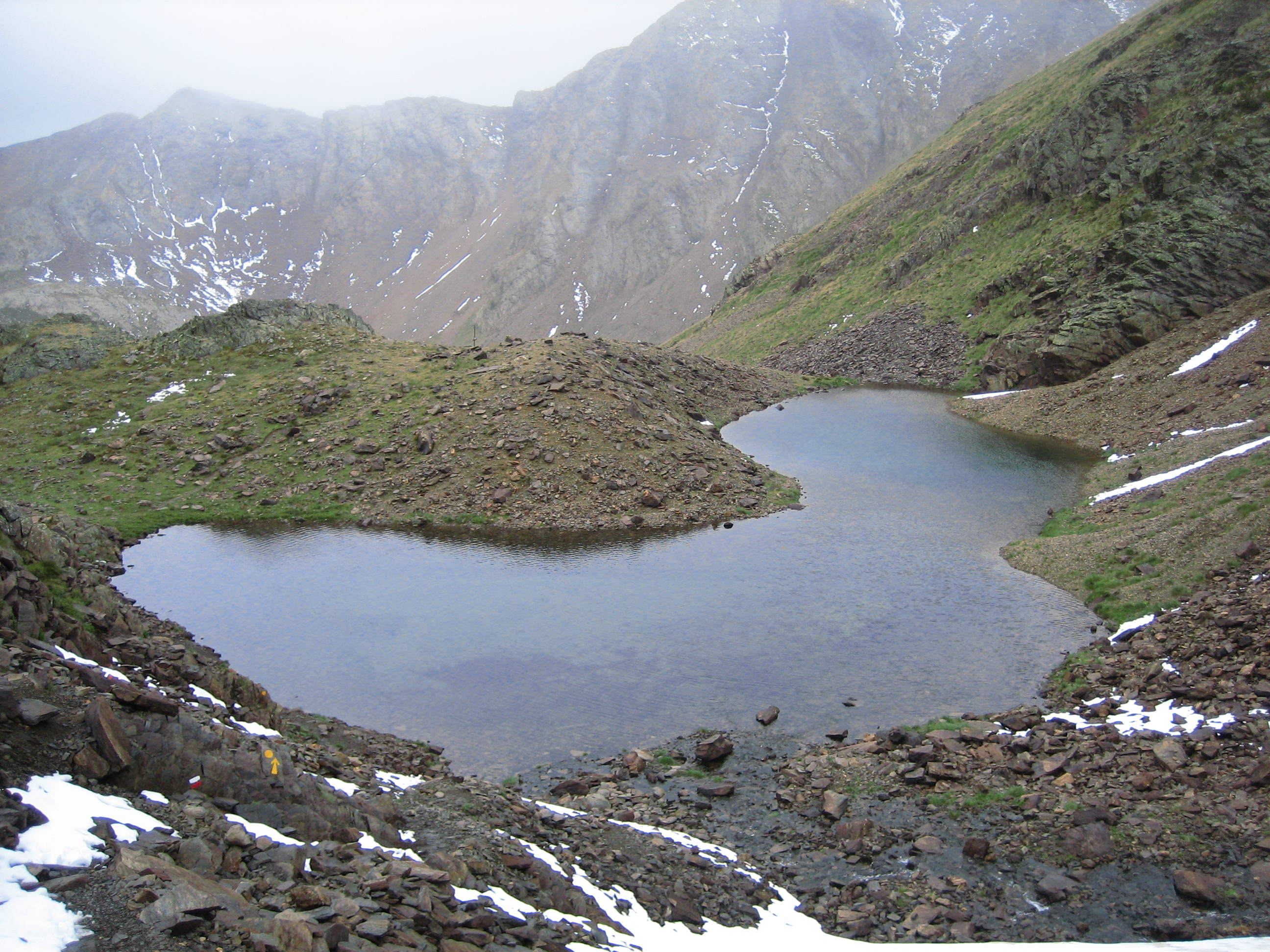
De Basses de l'Estany Negre (Arinsal)

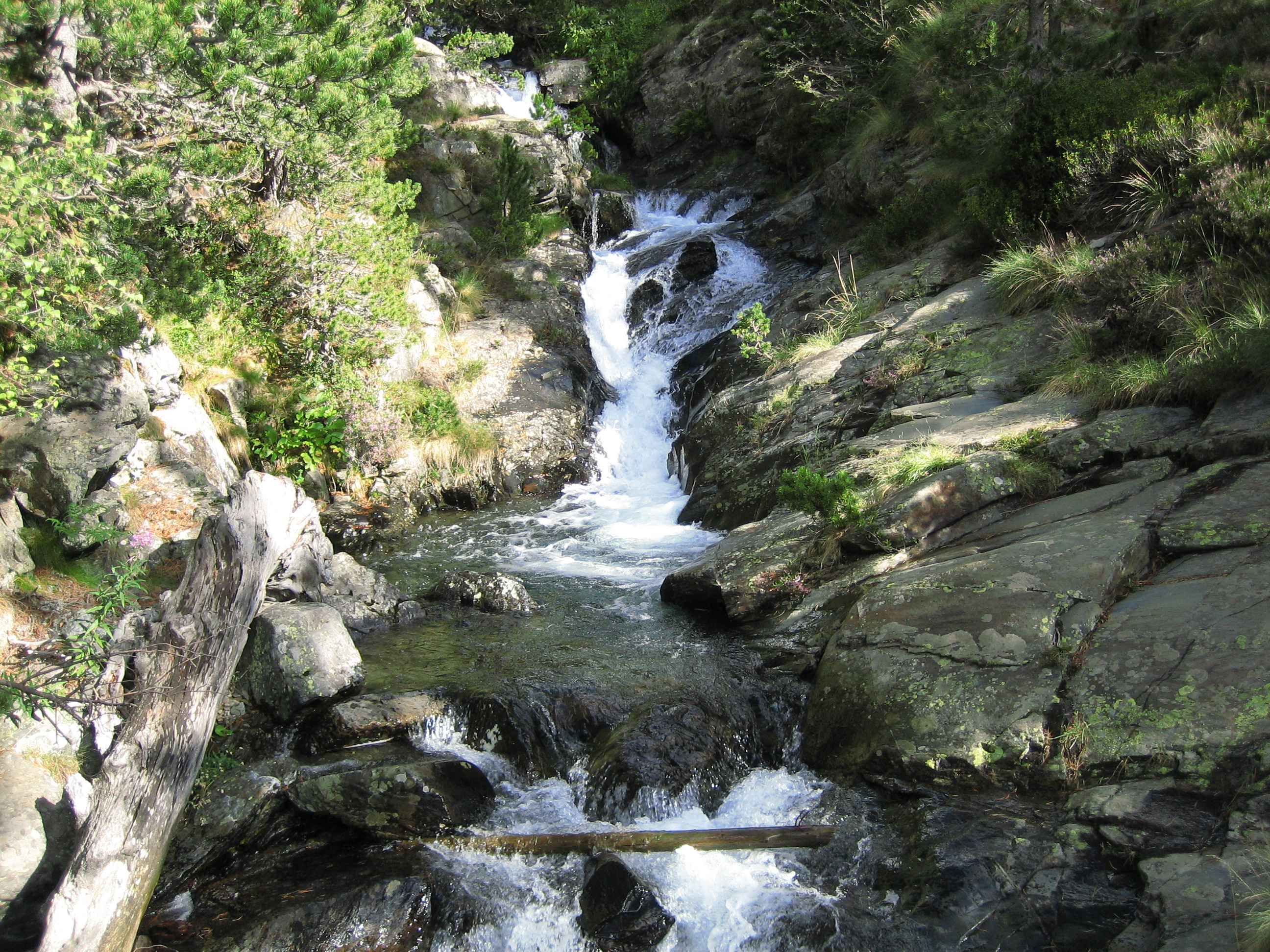
Riu del Pla de l'Estany (Arinsal)

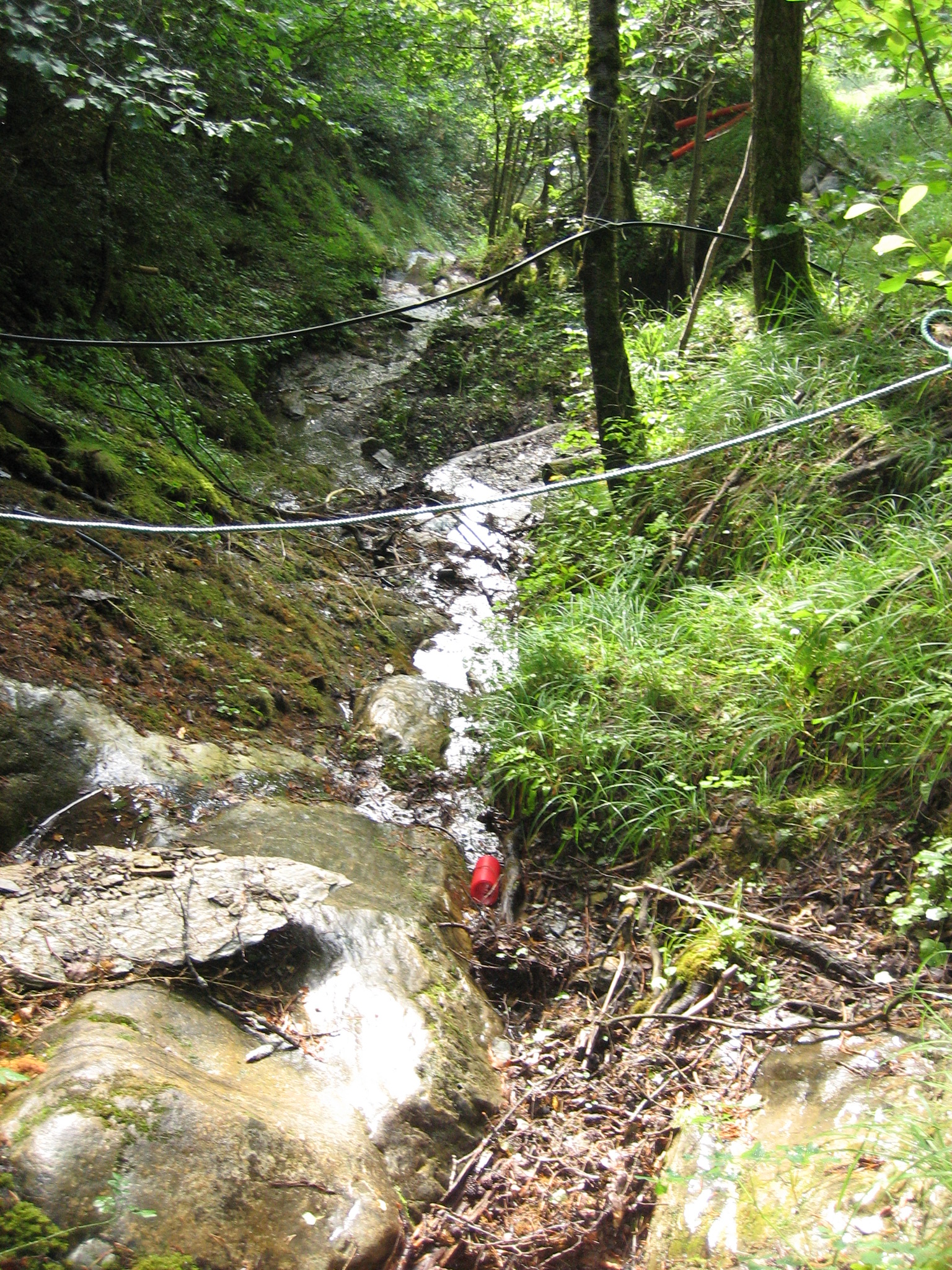
De Riu de Padern bij Anyós (La Massana)

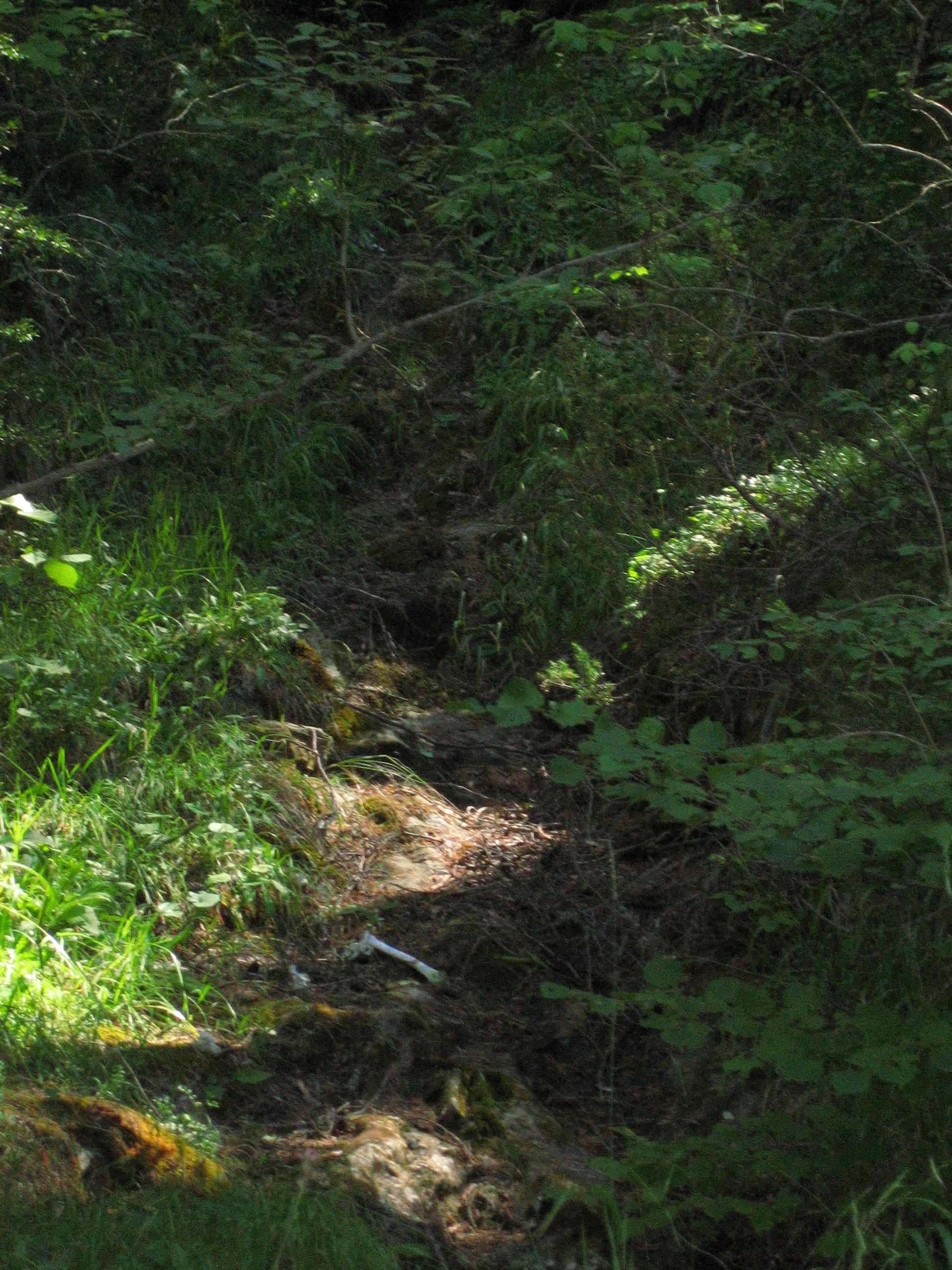
Droge bedding van het Canal del Bosc de Coma (Anyós), zijrivier van de Riu de Padern

Hieronder staat een lijst van zijrivieren van de Valira del Nord, een rivier in Andorra. In Engordany vloeit de Valira del Nord samen met de Valira d'Orient, samen vormen zij de Valira.

## Lijst
Met de stroming mee monden in de Valira del Nord de volgende rivieren uit (deze lijst is onvolledig).
- Riu de les Ferreroles (links)
- Riu de l'Angonella (rechts) (gevoed door de Estanys de l'Angonella)
- Riu de l'Ensegur (l.)
- Riu del Querol (l.)
- Canal del Cresp (r.)
- Canal del Mulassar (l.)
- Riu de la Posa (r.)
  - Canal del Tabanell (l.)
- Canal Torta (r.)
- Canal del Barrer (r.)
- Canal de la Trava (l.)
  - Canal del Tosquer (l.)
- Riu de Sornàs (l.) (stroomt door Sornàs)
  - Canal del Pouet (l.)
- Riu de Segudet (l.) (stroomt door Segudet en Ordino)
  - Canal de la Coma (l.)
  - Riu de Casamanya (r.)
    - Riu de l'Entreu (l.)
- Canal Gran (r.)
- Riu d'Arinsal (r.) (gevormd door samenvloeiing Riu de Comallemple en Riu Pollós; stroomt door Arinsal, Mas de Ribafeta, Puiol del Piu, Erts, El Pui en La Massana)
  - Riu de Comallemple
    - Canal del Port Vell (l.)
    - Canal del Port (r.)

  - Riu Pollós (gevormd door samenvloeiing Riu de Comapedrosa en Riu del Pla de l'Estany)
    - Riu de Comapedrosa
      - Riu de l'Estany Negre (bovenloop van de Riu de Comapedrosa; gevoed door het Estany Negre en de Basses de l'Estany Negre)
      - Canals de l'Alt (l.)

    - Riu del Pla de l'Estany
      - Riu del Bancal Vedeller (bovenloop van de Riu del Pla de l'Estany; gevoed door de Estanys Forcats)
        - Riu del Port Dret (l.) (gevoed door het Estany del Port Dret)
        - Riu de Montmantell (l.) (gevoed door de Estanys del Montmantell)

      - Canal de l'Alt (r.)
      - Canal del Terrer Roig (r.)
      - Canals Males (r.)

    - Canal Gran (r.)
    - Torrent Ribal (l.)
    - Torrent del Ruïder (l.)

  - Riu del Cubil (r.)
    - Riu de Galliner (r.)
      - Canal del Coll de Turer (bovenloop van de Riu de Galliner)

  - Canal Gran Callisa de Palomer (r.)
    - Canal de Palomer (l.)

  - Riu de Pal (r.) (stroomt door Pal, Xixerella en Erts)
    - Canal dels Llomassos (l.)
      - Canal de les Boïgues (l.)

    - Riu del Sola (r.)
    - Canal de la Font del Llop (l.)
    - Riu del Prat del Bosc (r.)
      - Riu del Cardemeller (l.)

    - Barranc del Carcabanyat (r.)
    - Canal dels Agrels (r.)
    - Barranc de la Font Antiga (l.)
    - Canal de l'Obaga de l'Óssa (r.)
    - Canal de la Pixistella (r.)

  - Canal dels Picons (l.)
  - Canal del Jou (l.)
  - Barranc del Llempo (r.)
  - Riu de Serrana (l.)
    - Torrent de la Cauba (bovenloop van de Riu de Serrana)

  - Riu de les Claperes (r.) (stroomt door Escàs)
    - Gran Canal de les Claperes (bovenloop van de Riu de les Claperes)
      - Canal Gran (bovenloop van het Gran Canal de les Claperes)
      - Canal de l'Avet (r.)
      - Canal del Lloset (l.)
      - Canal del Corb (r.)
      - Canal Pregona (l.)
- Riu dels Cortals (r.)
  - Riu de l'Aspra (r.)
  - Riu del Solanyó (l.)
  - Riu de la Bixellosa (l.)
- Riu de Font Amagada (l.) (stroomt door Anyós)
- Riu Muntaner (r.)
  - Riu dels Hortons (l.)
  - Riu Sec (r.)
  - Canal de la Peça Rodona (l.)
  - Canal de la Castelleta (l.)
  - Canal de l'Alt (r.)
  - Canal dels Banys (l.)
  - Canal de Serrats (l.)
  - Canal de la Font de l'Angleveta (l.)
  - Barranc del Clot de les Deveses (l.)
  - Canal dels Boïgals (r.)
- Riu de Padern (l.)
  - Canal del Bosc de Coma (r.)
- Canal Gran de la Grella (r.)
- Canal del Lloser (l.)
- Canal de la Roca Blanca (r.)